# Shiota Kōichi
Shiota Kōichi (塩田 康一 Shiota Kōichi) (sinh ngày 15 tháng 10 năm 1965) là chính trị gia người Nhật Bản. Hiện tại, ông đang giữ chức vụ làm thống đốc tỉnh Kagoshima